# Bitka kod Homburga na Unstrutu
Bitka kod Homburga na Unstrutu (njemački Schlacht bei Homburg an der Unstrut, poznata i kao Prva bitka kod Langesalze, se odigrala 9. lipnja 1075. u njemačkoj Tiringiji između vojske rimsko-njemačkog cara Heinricha IV na jednoj, te saksonskih pobunjenika na drugoj strani. Predstavljala je završni okršaj u tzv. Saksonskom ratu, odnosno sukobu između vladajuće Salijske dinastije s plemićima i slobodnim seljacima Saksonije gdje se nezadovoljstvo centralnom vlašću akumuliralo decenijama nakon okončanja saksonske Otonijanske dinastije. Pobunjeničke snage, koje su vodili Otto od Nordheima i biskup Burchard II od Halberstadta, su se uglavnom sastojale od seljačkih postrojbi koja se borila pješke; car je, nasuprot tome, uspio oko sebe okupiti veliki broj vazalnih prinčeva i feudalnih vitezova, koristeći zgražanje javnosti skrnavljenjem crkve i kostiju bivših kraljeva prilikom pobunjeničkog rušenja dvorca Harzburg godinu dana ranije. Bitka je relativno brzo riješena zahvaljujući brojčanoj nadmoći i izvježbanosti carskih trupa; Heinrich je nakon toga Saksoniju izložio velikim represalijama, koje su pobunjenike prisilile da kapituliraju nekoliko mjeseci kasnije. Za Heinricha je bitka predstavljala trijumf, ali su njegove posljedice bile kratkotrajne, s obzirom na to da je gotovo odmah iza nje izbila borba za investituru koja će daleko ozbiljnije ugroziti njegovu carsku vlast.